# Leuctra microstyla
Leuctra microstyla är en bäcksländeart som beskrevs av Vinçon och Ravizza 2000. Leuctra microstyla ingår i släktet Leuctra och familjen smalbäcksländor.

## Underarter
Arten delas in i följande underarter:
- L. m. saja
- L. m. nalon
- L. m. microstyla